# African Transformation Movement
African Transformation Movement è un partito politico sudafricano, fondato nel 2018 da Vuyolwethu Zungula.

## Ideologia
Il programma del partito verte su due tematiche in particolare: la reintroduzione della pena di morte e una riforma scolastica che modifichi i requisiti minimi per l'ammissione ed il superamento degli esami scolastici.

## Storia
Il partito viene fondato nel 2018 come branca politica del South African Council of Messianic Churches in Christ (SACMCC), organizzazione di stampo evangelico che rappresenta migliaia di congregazioni e milioni di fedeli. Molti membri del partito provengono da altre esperienze politiche, ad esempio: Veliswa Mvenya, ex membro di Alleanza Democratica e Zolile Xhalisa, ex militante dell'Economic Freedom Fighters.
Il partito partecipa alle elezioni generali del 2019, eleggendo due rappresentanti e partecipa anche alle elezioni provinciali eleggendo due rappresentanti, nel KwaZulu-Natal e nel Capo Orientale.

## Risultati elettorali
| Elezione      | Voti   | %    | Seggi   |
| ------------- | ------ | ---- | ------- |
| Generali 2019 | 76.830 | 0,44 | 2 / 400 |